# Ölands län
Ölands län was tussen 1819 en 1826 een provincie van Zweden. De provincie bestond uit het eiland en landschap Öland. De hoofdstad van de provincie was Borgholm. Voordat Ölands län ontstond maakte de provincie deel uit van Kalmar län, toen de provincie in 1826 werd opgeheven ging Öland opnieuw deel uitmaken van deze provincie.

## Gouverneur
- Axel Adlersparre (1819-1821)
- Erik Gustaf Lindencrona (1821-1826)